# Alexis Tekumu
Alexis Mbongo Tekumu (20 luglio 1982) è un ex calciatore della Repubblica Democratica del Congo, di ruolo centrocampista.

## Carriera

### Nazionale
Ha debuttato in Nazionale il 7 aprile 2000, in Gibuti-RD del Congo (1-1). Ha partecipato, con la Nazionale, alla Coppa d'Africa 2002. Ha collezionato in totale, con la maglia della Nazionale, 7 presenze.

## Palmarès

### Club

#### Competizioni nazionali
- Coppa Svizzera: 1

Servette: 2000-2001